# Karlo Afan de Rivera
Karlo Afan de Rivera (Mali Lošinj, 28. listopada 1885. – Mostar, 2. lipnja 1979.), hrvatski slikar.
Stvarajući između dva rata u teškim životnim i umjetničkim uvjetima, ostavio je opsežno slikarsko djelo toplih, prozračnih, svježih i suptilnih akvarela.

## Počeci i školovanje
Sin je austrijskog časnika Francisca, potomka drevne andaluske plemićke loze Afán de Ribera, i Nike r. Bunić iz Dubrovnika.
Osnovnu školu pohađao u Dubrovniku, Obrtnu u Zagrebu (1899. – 1903.). Asistent u privatnoj slikarskoj školi Bele Čikoša Sesije i Mencija Klementa Crnčića (1904).
Na Višoj školi za umjetnost i umjetni obrt studirao je, s prekidima, 1915. – 1917.
Na studijskom putovanju u Rim, Firenze i Veneciju bio je 1926.

## Rad
Od 1905. radio je kao dekorativni slikar na javnim, privatnim i sakralnim objektima u Zagrebu, Slavoniji i Dalmaciji, a zatim u Trstu. Sa svojim profesorom Perošem radio je 1912. na dekoraciji crkve sv. Filipa i Jakova u Novome Vinodolskom. 
U Mostar se odselio 1918. Ondje je između dva svjetska rata radio kao zubotehničar i slikar, a poslije drugoga svjetskog rata kao scenograf Narodnog pozorišta i Kulturno-umjetničkog društva Abrašević, te kao nastavnik crtanja 1949. – 1957.

## Stvaralaštvo
Njegov slikarski opus kritika dijeli u dvije faze. Prva (1918. – 1930.) obuhvaća radove pretežno u ulju, pod utjecajem zagrebačke slikarske škole s početka prošlog stoljeća. Drugu fazu (1930. – 1970.) – pod utjecajem prijateljstva s Antunom Motikom (profesorom crtanja u mostarskoj Gimnaziji 1929. – 1939.) – karakteriziraju akvareli, slikani velikom lakoćom, uglavnom bez prethodnog skiciranja: pejzaži, marine, interijeri, mrtve prirode, portreti, folklorni motivi itd.

## Nagrade i priznanja
- 27-julska nagrada za životno djelo (1968.)

## Najpoznatija djela

### Freske
1. Crkva sv. Filipa i Jakova u Novome Vinodolskom, 1912

### Slike
1. Djevojka sa žutim šeširom, ulje, 1918.
2. Moja sestra, ulje, 1918
3. Pri čitanju, akvarel, 1932.
4. Biskup Alojzije Mišić, ulje, 1933.
5. Intérieur, akvarel, 1934?.
6. Portret A. Tambić, akvarel, 1942.
7. Smokve, akvarel, 1947.
8. Staro ogledalo, akvarel na papiru 58x44 cm, 1950.